# 横田拓也
横田 拓也（よこた たくや、1968年〈昭和43年〉8月23日 - ）は、日本の社会運動家。北朝鮮による拉致被害者家族連絡会代表（第3代）。北朝鮮による拉致被害者である横田めぐみの弟。

## 来歴
1968年（昭和43年）8月23日、東京都に出生。出生直後、姉・めぐみが近所の住人を連れて母・早紀江が入院する病院を訪問することがあるほど、めぐみは弟の誕生を待ち侘びており、めぐみからは「タっくん」と呼ばれていた。
1972年（昭和47年）に転勤で広島県広島市牛田新町に転居。転居後まもなく弟・哲也とともに幼稚園に入園。当時、拓也はやんちゃ盛りで双子の弟・哲也とお菓子やおもちゃの取り合いをしては、めぐみに叱られていた。また、広島にいた頃はよく家族旅行に出かけ、渓流沿いのハイキングや潮干狩り、島根県の宍道湖などに出かけた。
その後、小学2年生の時に再び転勤で新潟県新潟市水道町に転居。新潟では自宅近くの寄居浜に出かけ、釣りを嗜んでいた。また、小学生の頃はヴァイオリンを習っていたが、中学校へ進学するとバドミントンを始め、大学まで続けた。スポーツを始めた経緯について、早紀江は自身の著書で「めぐみの影響でスポーツを始めたと思う」と述懐している。

### めぐみの失踪後
1977年（昭和52年）11月15日、姉・めぐみが下校途中に失踪。その日は母・早紀江、弟・哲也と歯医者に出かけており、その帰り際に早紀江からめぐみの部活動の様子を見に行こうと提案されるが、拓也は哲也と2人で「そんなことしたらまた、お姉ちゃん、怒るよ」と注意し、学校に行くことは辞めてそのまま帰宅した。帰宅後、いつまでも帰って来ないことを不審に思った早紀江とともに近くの護国神社を捜索したが、突き当たりのところが暗かったため、哲也と2人で「いやだ、いやだ」と泣き出して途中で断念。その後も海岸などを捜索したが、手がかりが得られず、同日、捜索願を提出。その1週間後の11月22日に新潟県警察が公開捜査を開始した。
めぐみの失踪後、横田家は息子2人を案じ、これまで転勤族であることを理由に駄目と言っていた犬の飼育を許し、当時人気のあったシェットランド・シープドッグを購入。リリーと名づけ、15歳7ヶ月で亡くなるまで飼い続けた。また、当時の家庭環境について拓也は、両親は子どもの前では狼狽えることも泣くこともなく、毅然と振る舞い、家族で県内の湖を旅行したり、庭でバーベキューをしたりと息子2人が気を遣わないよう配慮してくれたと述懐している。
父・滋の職場である日本銀行は横田家の事情を考慮して転勤時期を遅らせていたが、拓也が中学3年生となった1983年（昭和58年）6月に転勤となり、東京都世田谷区に転居。
1987年（昭和62年）、聖学院高等学校を卒業。
1991年（平成3年）、獨協大学外国語学部英語学科を卒業。大学時代は、息子の大学進学に際して早紀江が滋の単身赴任先に転居したため下宿生活を送った。

### 拉致被害発覚後
めぐみの拉致被害疑惑が公となった1997年（平成9年）10月に結婚。披露宴では、めぐみの席や料理も用意された。
めぐみの拉致被害疑惑が浮上した後、拓也はインターネットを使い、「これほど恐ろしいことが起きていたのに政府は20年も何をやっていたのか」という趣旨のメールを橋本龍太郎、小渕恵三、高村正彦、ビル・クリントン宛に送り、その内容と言葉遣いの厳しさから早紀江に「まだ若いのだから、そんな偉そうな言い方をしてはいけない」と諭されることがあった。その後、早紀江が外務省の加藤良三アジア局長（当時）と電話で話す機会があった際に加藤から「息子さんから、ご丁寧にメールをいただきました」と言われ、早紀江が「丁寧どころではない」「失礼なことばかり申し上げております」と詫びる一幕があった。他方で、この拓也の行動について、早紀江は自身の著書で「積もりに積もった憤りは、それだけ激しいものがある」と述懐している。
2002年（平成14年）9月17日、第1回日朝首脳会談を開催。同会談で金正日国防委員長（当時）が長年否定していた日本人の拉致を認めて謝罪。同年10月15日、拉致被害者5人が帰国。この時、拓也は仕事用の営業車を運転しており、拉致被害者がチャーター機から降りる様子を車のラジオで聴いていると、そこにめぐみの姿がないことの悲しさと悔しさで涙が止まらず、道の端に車を止めて泣いたという。この頃から拓也は家族会の活動に本格的に携わるようになり、翌2003年（平成15年）頃から署名活動をはじめ、アメリカ国防総省関係者やアメリカの上院議員・下院議員と面会するといった活動を始めた。

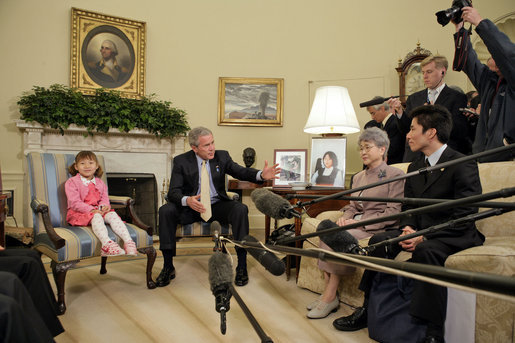
ジョージ・W・ブッシュ大統領との会談（2006年4月）

2006年（平成18年）4月、早紀江とともに訪米し、ジョージ・W・ブッシュ大統領（当時）と面会。その際、拓也はブッシュにめぐみの写真を見せて「これが私の姉です。こんな表情をするような姉ではありませんでした。もっと元気で、明るく、暮らしていたのに、こんなかわいそうな顔をした写真を撮られました。こんなひどい国は許せません。ぜひ協力してください」とブッシュに協力を求め、これに対してブッシュは「できるだけのことは協力しましょう」と返答した。
2016年（平成28年）、北朝鮮による拉致被害者家族連絡会（通称、家族会）事務局長に就任。

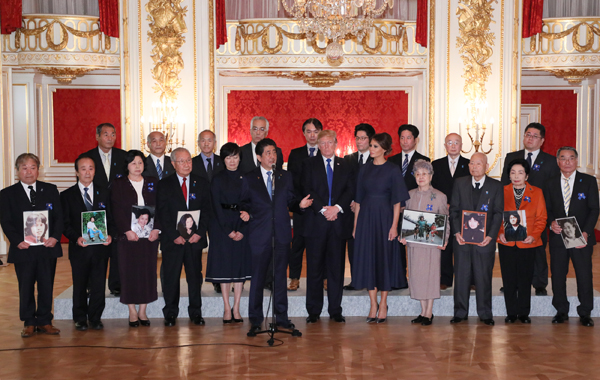
ドナルド・トランプ大統領と面会する家族会のメンバー

2017年（平成29年）9月13日、拓也はアメリカ国家安全保障会議のマット・ポッティンジャーアジア上級部長と面会し、ドナルド・トランプ大統領（当時）との面会を要請。ポッティンジャーはトランプへの伝達を約束し、同年11月6日、迎賓館赤坂離宮でトランプとの面会が実現。トランプは出席した全員と握手を交わしたのち会談に臨み、早紀江が持参しためぐみの写真を見て「ひどいことだ」という身振りをしたと言う。また、トランプとの面会について拓也は「メラニア夫人と写真を眺めていたのが印象的だった」とし、「（この面会が）北朝鮮に対して脅威になると信じている。日本政府が主導的に、解決に向けて歩みを早めてほしい」とコメントした。
2019年（令和元年）5月3日、拓也は家族会のメンバーとともにワシントンを訪れ、ハドソン研究所、日本政府、北朝鮮人権委員会（HRNK）が共催する拉致問題に関するセミナーに出席し、拉致被害者全員の帰国が無ければ、北朝鮮への経済支援はすべきでは無いと主張した。同月27日には1年半ぶりにトランプとの面会を果たした。
2020年（令和2年）6月5日、父・滋が老衰のため死去。同月9日、拓也は母・早紀江、弟・哲也とともに記者会見に臨み、その中で拓也は滋との思い出を振り返り、かつて滋に酒を飲みながら「子どもとして金正日が許せない。こうして、こうしてボコボコにしてやりたい」と言う趣旨の話を滋にしたところ、滋は「そんなものでは済まされない」と言ったことがあったと語った。
同年8月25日、早紀江、哲也とともにジョセフ・ヤング駐日アメリカ合衆国臨時代理大使と面会し、拉致問題の解決に向けた支援と協力を要請した。

### 家族会代表就任後
2021年（令和3年）12月11日、北朝鮮による拉致被害者家族連絡会（通称、家族会）代表に就任。その7日後の12月18日に前代表の飯塚繁雄が死去。飯塚の死去を受けて、拓也は「（田口八重子との）再会がかなわなかったことが無念であり、非情な結果となった。もう少し何かできなかったものかと悔悟し、この悲しみ、怒りをどうすべきかと考えている」とコメントした。
2022年（令和4年）3月16日、拓也は早紀江と田口八重子の長男である飯塚耕一郎らとともに岸田文雄内閣総理大臣と面会し、代表として拉致被害者の救出に向けた具体的な取り組みを示す「工程表」の明示や日朝首脳会談の開催を要望した。同年5月23日にはアメリカのジョー・バイデン大統領と面会。面会は30分におよび、その中でバイデンは一人一人に語りかけ、途中椅子に腰掛けた早紀江に対しては跪く一幕があった。面会後、家族会は記者会見を開き、その中で拓也は「心から寄り添ってくれたっていう光景があった」「北朝鮮が最大の関心を寄せている米国と我々がタッグを組む姿勢を世界に示すことができた。北朝鮮に対する大きなプレッシャーになる」などと述べた。
同年7月8日、拉致問題の解決をライフワークとしてきた安倍晋三が奈良市で銃撃され、死去。安倍の死去を受けて、拓也はメディアの取材に対して「安倍さんは恩人であり、戦友。喪失感をぬぐうことはできない」、「訃報を聞いた時にショックを隠せなくて、言葉にならない。北朝鮮による拉致問題解決のために私達に寄り添ってくださって、助けてくださって、耳を傾けてくださいました。亡くなったというのは悔しいし、悲しいし、残念ですし、あらためて心からご冥福をお祈りします」などとコメントした。同年9月27日、早紀江らと故安倍晋三国葬儀に出席。出席後、拓也は「厳粛な雰囲気の中で弔意を示せた」、「岸田総理や菅前総理の弔辞でも拉致問題に対して引き続き頑張ると言われていたので、安倍さんの思いを日本政府がくみ取って、一生懸命やってほしい」などと述べた。
2023年（令和5年）5月2日、拓也は家族会や北朝鮮に拉致された日本人を救出するための全国協議会（通称、救う会）のメンバー、拉致議連の山谷えり子参議院議員らとともに訪米し、ウェンディ・ルース・シャーマン国務副長官などのアメリカ政府関係者、共和党のウィリアム・F・ハガティ上院議員らアメリカの上院議員・下院議員と面会した。同月4日に拓也ら訪米団が記者会見を開き、その中で拓也はアメリカの政府高官から活動に理解と支援を示すとの言葉を受けたことから「強い後ろ盾になる」と語った。また、同月21日にはG7サミットの首脳声明に北朝鮮に拉致問題の早期解決を求める内容が盛り込まれ、これを受けて拓也は「声明はG7が問題を重く受け止めている表れで、とても意味がある」などとコメントした。
2025年（令和7年）2月14日、拉致被害者である有本恵子の父で、拉致被害者の救出活動をともにしてきた有本明弘が死去。有本の死去を受け、拓也は「恵子さんに会わせてあげたかった。本当に残念です。」などとコメントし、拉致被害者の即時一括帰国の実現のため、日本政府に日朝首脳会談の実施を求めた。